# Hermanos Miño Naranjo
Los Hermanos Miño Naranjo fueron un dúo oriundo de la ciudad de Ambato-Ecuador, dedicado al Pasillo y ritmos tradicionales ecuatorianos, conformado por los hermanos Luis Eduardo (17 de diciembre de 1937 - 12 de junio de 2025) y Héctor Danilo (3 de noviembre de 1938 -) quien le sobrevive.
Su padre, el jurisconsulto e ilustre Ernesto Miño' se destacó en su ciudad natal como político de izquierda. Además fue el creador de la Fiesta de la Fruta y de las Flores, festividad ideada por Galo Plaza en cuya presidencia ocurrió el terremoto de Ambato. El padre de los Hnos. Miño inicialmente se oponía totalmente a que hicieran de su vida una carrera musical, sin embargo su madre (Alicia Naranjo) ayudaba a los jóvenes y años más tarde ganaron el festival en la emisora Radio "Tarqui", en la Capital y fue entonces cuando su padre accedió a su formación artística.
Iniciaron su carrera en 1958 durante una actuación en el coliseo "Julio César Hidalgo", en Quito, donde fueron apadrinados por el artista mexicano Miguel Aceves Mejía y ese mismo año grabaron para el sello Ónix en la ciudad de Guayaquil el pasillo "Sin tu amor".
Eran familia cercana de la familia Regalado y llegaron a conocer a Carlos Regalado y a su hijo quien lleva el mismo nombre (Carlos Regalado) y a su primo Eduardo Regalado; los hijos de Eduardo Regalado son Diego Regalado, Dario Regalado y Daniel Regalado. Los hermanos Miño Naranjo interpretan algunas de las canciones escritas por el maestro Angel Regalado.

## Carrera musical
Empezaron en su ciudad natal, Ambato en actuaciones para su familia o en la escuela donde estudiaban, viajaron a Quito para una presentación en el Coliseo Julio César Hidalgo, donde conocieron al Dr. Gustavo Herdoiza (1920 - 2015)  director y propietario de Radio Tarqui, quien invitó al dúo a formar parte de su radio-emisora, aunque tuvieron complicaciones al saltar a la fama, ya que en ese momento el Dúo Benítez y Valencia, quienes se presentaban en Radio Quito, eran admirados por la mayoría de los ecuatorianos, cabe recalcar que el dúo Benitez y Valencia, integrado por Gonzálo Benítez, oriundo de Otavalo y Luis Alberto Valencia, quiteño conocido como Potolo, fueron los promotores de las Fiestas de Quito en Radio Quito, también interpretaban pasillos, pero pertenecían a una generación anterior a los Hnos. Miño-Naranjo, que eran más jóvenes, pero con quienes llegaron a compartir amistad profesional y escenarios.
En 1964, durante el II Festival de la Canción Iberoamericana celebrada en Barcelona, España, alcanzaron su reconocimiento con el pasillo "Tú y yo" del compositor cuencano Manuel Coello, el mismo que fue interpretado en dicho festival ganando cuatro medallas de oro. (El Festival de la Canción Iberoamericana más tarde pasó a ser el Festival "OTI" y fue uno de los festivales más prestigiosos hasta el año 2000); ganaron premios en otros festivales como: el Festival de la Canción Latina en México y el Festival de la Flor de Loto, de Osaka, Japón.
Durante el Festival de Verano, en Moscú, los hermanos contaron una anécdota interesante:
“Los rusos dijeron que iban a tocar el himno del Ecuador en nuestro honor y nos salen tocando Nuestro juramento. Les dijimos que ese no era el himno –Eduardo entre risas y admiración–, cómo sería la fuerza de la popularidad de JJ si nos sucedió esto. Entonces tuvimos que cantar el himno nacional verdadero acompañados por las guitarras”.
Durante su carrera artística tuvieron varios directores y acompañantes musicales, entre los arreglistas y guitarristas estuvieron: Rosalino Quintero, famoso por ser parte del marco musical de Julio Jaramillo, Homero Hidrobo quien fue fundador del famoso cuarteto y luego trio Los Brillantes, Eduardo Erazo, Guillermo Rodríguez, el Lic. Arturo Hidalgo García, quien fue parte del Trio Los Indianos con Camilo Santacruz y Washington Avilés y que posteriormente fundó su propio Trio Los 3 de América, el compositor Naldo Campos, Los Gatos y más recientemente Wilson Pérez.

## Colaboraciones
- Al inicio de su carrera grabaron su disco en el cual incluía el pasillo "Sin tu amor" de Carlos Solís Morán y el sanjuanito "El Pajonal" de Marco Vinicio Bedoya.

- 1971: Patricia Gonzales y Los Brillantes en el álbum "Cantan".

- 1972: colaboraron "Los Gatos" en el álbum "Los incomparables" y "Van cantando por la sierra".

- 1983: Pepe Marcos y el álbum: Lo mejor de América con los Hnos. Miño Naranjo.

- 1991 colaboraron con la orquesta de "Don Medardo y sus Player's" con los temas "Quiteña de mi vida" y "Quito señorial".

- El álbum "Miño Naranjo vs. Miño Erazo" con el dúo Miño Erazo y el álbum "Lindo Ecuador" con las Hermanas Mendoza Suasti, Hermanos Castro, Los Latinos del Ande y Julio Jaramillo.

## Discografía
| Álbum                                       | Canciones |
| ------------------------------------------- | --- |
| Van cantando por la sierra                  | Aquellos ojos (pasillo), Mi panecillo querido (albazo), Esperando (pasillo), Guitarra vieja (aire típico) Lejos de ti (pasillo), Puñales (yaraví), Van cantando por la sierra (fox incaico) Ojeras (pasillo), El maicito (aire típico), Acuérdate de mi (pasillo), Cumba quiteña (cumbia), Nunca (pasillo), |
| Los incomparables                           | El beso (pasillo), Pajarillo (albazo), Luz de luna (pasillo), Veneno de amor (yaraví), Al oído (pasillo), Pañuelo blanco (pasillo), Despedida (pasillo), Te quiero (albazo), Tatuaje (pasillo), Honda pena (pasillo), El salinero (albazo), Angustia eterna (pasillo). |
| Sus últimas grabaciones                     | Carnaval de la vida (pasillo), Desventura (albazo), La bocina (fox incaico), Dulce ilusión (canción), Devuélveme el corazón (bolero), El último beso (pasillo), La canción de los Andes (fox incaico), Fantasía (pasillo), Pregonera (tango), Vive tranquila (bolero), Zamba de la Candelaria (zamba), El resentido (albazo).                                                                                          |
| Invernal                                    | Invernal, Chola cholita, Triste corazón, Linda Guambra, Sombras, La naranja, Pasional, Sacrificio de las Hijas del Sol, El aguacate, Los arados, Te alejaste, Penas. |
| La canción de los Andes                     | La canción de los Andes (fox incaico), Puñales (yaraví), El Chinchinal (fox incaico), Basija de barro (danzante), La bocina (fox incaico), Veneno de amor (yaraví), Sacrificio de las hijas del sol (fox incaico), Van cantando por la sierra (habanera), Los danzantes (danzante) Desesperación (yaraví), El regalito (zamba), Lamento indiano (fox incaico) Súplica (danzante), No me olvides (yaraví),              |
| Cariño bonito                               | Lambada (Llorando se fue), Cariño bonito, Río de piedra, Al morir de las tardes, Serenata del amor callado, No levantes la muralla, Vamos a dejarlo así, Mosaico: Campanitas de cristal / Ahora seremos felices / Capullo de alhelí, Palomita errante, La flor de la canela. |
| Hnos. Miño Naranjo                          | Pequeña ciudadana, Taita Salasaca, Ángel de luz, Ingratitud, Despedida, Por dónde andarás mi amor, Plegaria, Infortunio, Quisiera amarte menos, Matitas de perejil, Sendas distintas, Imbabura de mi vida. |
| Cantemos melodías andinas                   | La canción de los Andes, Tormentos, Amor loco amor, Si tu me olvidas, La naranja, Sacrificio de las Hijas del Sol, La bocina, Dolencias, El vapor, Penas, ¡Ay! No se puede, El Chinchina. |
| Cantemos pasillos                           | Latidos Rosas, Luciérnaga, En la Cruz, Viñedos, Sin tu amor, Pobrecito mi cariño, Y yo no he de volver, El aguacate, Los adioses, En ti, Voces viejas. |
| Los 24 pasillos clásicos                    | Pequeña ciudadana, Vamos linda, El aguacate, La oración del olvido, Pasional, Lejos de ti, Negra Mía, Alma lojana, Rebeldía, Luz de luna, Tu y yo, Hacia el calvario, Romance de mi destino, Ángel de luz, Invernal, Confesión, Rosario de besos, A unos ojos, Para tus ojos, Corazón que no olvida, En la Cruz, Sombras, Tatuaje, Esta pena mía.                                                                      |
| Canciones de América                        | La malagueña, Recuerdos de Ipacarai, El arriero, Ídolo, Pajarrillo barranqueño, Mamá vieja, La flor de la canela, Qué bonita va, A medias de la noche, Campesina, Fiesta linda, Mi viejo. |
| Folklore Ecuatoriano                        | Casita blanca, En mi pensamiento, Tu amor, Cuitas de amor, Adoración, ¡Ay! Caramba, Maravillas quiteñas, Huella, Ave triste, Desdichas, Arias íntimas, Desesperación. |
| Ecuatorianísima                             | Olvídame nomás (pasillo) Árbol frondoso (tonada) Para tus ojos (pasillo) Longuita otavaleña (sanjuanito), Maldad suprema (pasillo), Los danzantes (danzante), Como si fuera un niño (pasillo), Forasterito (tonada), Lamparilla (pasillo), Quisiera (pasacalle), Recordándote (pasillo), El Cachicaldo (bomba). |
| 22 años escuchando a los Hnos. Miño Naranjo | El zorzal (vals argentino), Pobre corazón/El huiragchurito (sanjuanito/albazo), El pastor (huapango mexicano), Caminito (tango), La llorona (vals mexicano), Rosalinda (bolero), Canta morena (son jarocho), Moliendo café, Isabelita (vals argentino), Lágrimas del alma (pasillo), Volver, volver (canción ranchera), Sufrir (balada).                                                                               |
| Canciones de América                        | Y yo no he de volver La compañera, El humahuaqueño, Guabina chiquinquireña, Ende que te vi, Acuarela del Brasil, Ay no se puede, Amor loco amor, Tata Dios, Alma llanera, El plebeyo, Más solo que nunca, Pájaro chogüí, Lamento indiano. |
| 27 Éxitos Vol. 1                            | Tanto adiós La bocina, Por dónde andarás mi amor, Cuitas de amor, Esposa, La canción de los Andes, Lamparilla, Luciérnaga, Acuarela de Río, Angustia de vivir, Áreas íntimas, Cruel destino, El último beso, Evocando tu nombre, Los Guaduales, Ojeras, Pasional, Sabes lo que es amor, Viñedos, Para tus ojos, Como si fuera un niño, El aguacate, Huella, La naranja, Senderito de amor, Tormentos, Las tres Marías. |
| Bouquet de Pasillos                         | Solo (pasillo), Sombras (pasillo), Madre cariñito santo (pasillo), Tu y yo (pasillo), Invernal (pasillo), Pasional (pasillo). |